# Риверо, Николас Мария
Николас Мария Риверо (исп. Nicolás María Rivero; 6 декабря 1814, Морон-де-ла-Фронтера, провинция Севилья, Андалусия, Испания — 5 декабря 1878, Мадрид, Испания) — испанский политик и журналист. Один из лидеров Демократической партии, позднее парламентской группы «кимвров». Во время «Демократического шестилетия» был мэром Мадрида, президентом Конгресса депутатов (дважды) и министром внутренних дел.

## Биография

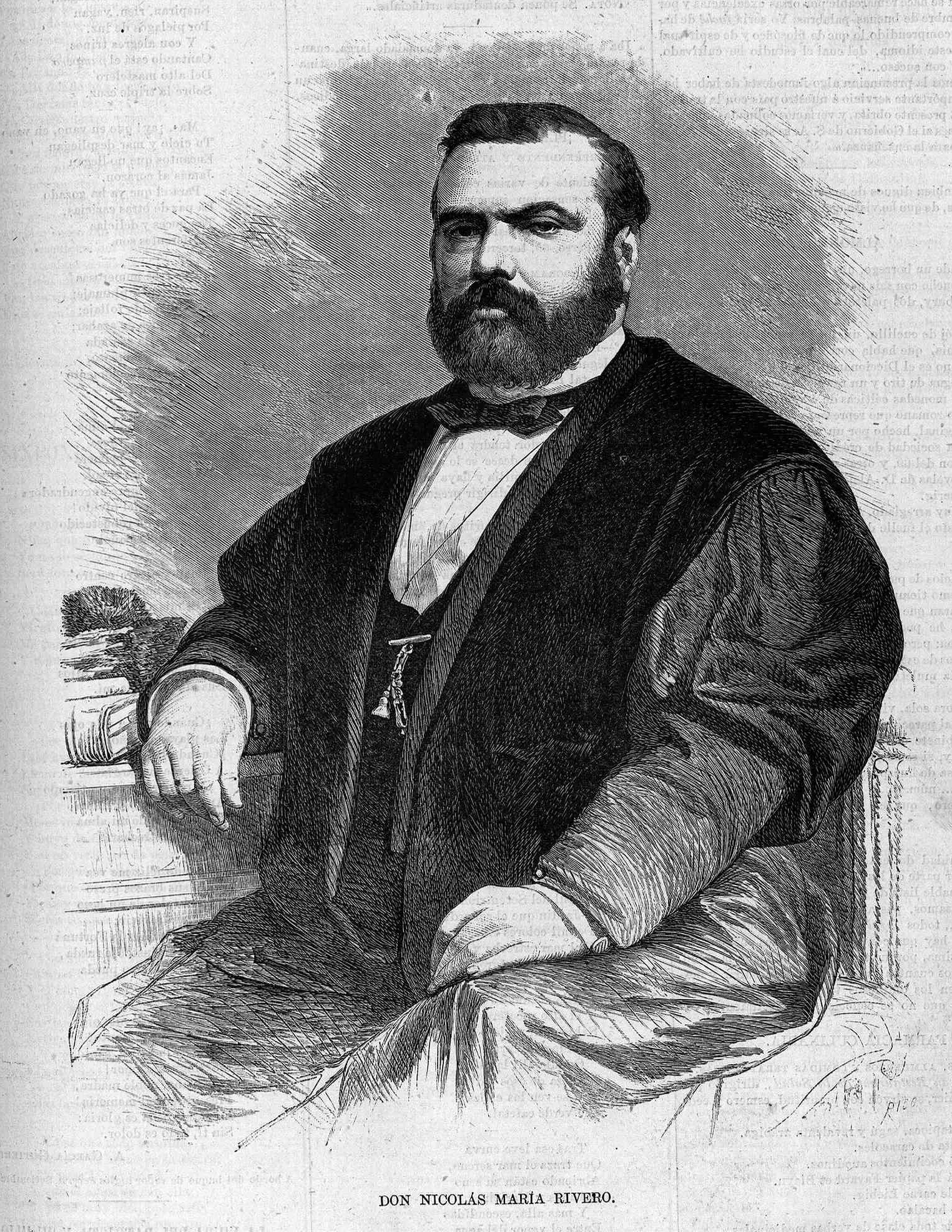
Николас Мария Риверо на гравюре Бернардо Рико для La Illustration de Madrid (27 марта 1870 года).

Согласно официальной биографии на сайте Конгресса депутатов, Николас Мария Риверо родился 6 декабря 1814 года в Морон-де-ла-Фронтера (провинция Севилья). В Diccionario biográfico de parlamentarios de Andalucía, 1810-1869 его рождение в Мороне также датировано 6 декабря 1814 года. В то же время, согласно данным журналиста Хосе Фернандеса Бремона, опубликованным в журнале La Ilustración Española y Americana, Риверо родился в 1815 году в Севилье, что подтверждает его биограф Кристобаль де Кастро. Согласно сборнику биографических очерков 1869 года, он родился в Севилье 9 декабря 1814 года. Региональная цифровая газета Diario de Morón после изучения документов о браке Риверо сделала вывод, что он родился 19 марта 1815 года в Севилье. В статье 1912 года в журнале Por Esos Mundos сообщалось, что Ривера родился 3 февраля 1814 года в Мороне. Журналист Мануэль Оссорио-и-Бернар также пишет, что политик родился 3 февраля 1815 года, но в Севилье. По данным историка Альфредо Описсо он родился в 1814 году и был «севильцем». Согласно краткому биографическому описанию, опубликованному в севильском издании газеты ABC от 1945 года Риверо описывается как «севильский юрист». Биограф Хуан Лопес Нуньес считает его уроженцем Морон де ла Фронтера и указывает, что он родился в феврале 1814 года; по его словам, Ривероосиротел и был усыновлен какими-то своими тётками, которые посылали его просить милостыню у дверей церквей.
Согласно официальной биографии на сайте Конгресса депутатов, Риверо рос в приюте для подкидышей, а затем его усыновили няня, работавшая в приюте, и её муж. Кто были его биологические родители, неизвестно, хотя, если верить историку Марио Мендесу Бехарано, согласно слухам его усыновили какие-то скромные ремесленники в приюте в Мороне. Как бы то ни было, в документах, поданных на его бракосочетание, указано, что он родился в Севилье и его родителями, приёмными или нет, были Диего Риверо и Тереза Морон (эта фамилия тоже могла вызвать путаницу), хотя, по словам Мендеса Бехарано, они едва могли выжить, работая на ткацком станке, и его с шести лет посылали просить милостыню. Его приемный сводный брат был сапожником. Также, по словам Мендеса Бехарано, в поисках лучшей жизни семья переехала из Морона в Севилью.
Своими собственными усилиями и огромным упорством Николас научился читать и писать и при помощи местного священника Хуана Хуманеса в возрасте двадцати лет окончил медицинский факультет. Известно, что будучи студентом он помогал лечить больных во время эпидемии холеры в Севилье (1833—1834). Увлёкшись юриспруденцией, Риверо бросил медицину и стал изучать закону, получив степень в 1845 году. Некоторое время занимался юридической практикой в Севилье и Мадриде. Был уволен с должности помощника в провинциальном совете, после того как заявил о своих либерально-демократических взглядах.
Женитьба на Марии Лорето Кустодио-и-Армихо, видная и очень богатой женщине из Эсихи, помогла Риверо начать политическую карьеру, избравшись в конце 1846 года депутатом от Эсихи от Прогрессистской партии в составе её демократического меньшинства. Принадлежность к демократам не мешала ему поддерживать хорошие отношения с лидером консервативного меньшинства прогрессистов Гонсалесом Браво. Риверо выделялся как юрист и оратор, несколько раз был депутатом и участвовал в основании Демократической партии в 1849 году, главой которой он был выбран. Идеологически приверженный идеям Демократической партии, он выступал за ограничение власти монарха и даже отказ от монархии как формы правления, если она не уважает волю нации. Риверу обвинили в том, что он был автором подпольной листовки, в которой излагал принципы возможного народного правительства, что стоило ему тюремного заключения.
В 1848 году Риверо занялся журналистикой, начав писать для газеты El Siglo. В 1856 году он основал свою газету, La Discusión, которой руководил до 1864 года, когда его заменил Франсиско Пи-и-Маргаль. В этой газете, ставшей фактически органом Демократической партии, публиковались многие признанные демократические деятели и авторы, такие как Эмилио Кастелар. Когда в 1861 году Лохе произошло крестьянское восстание, Риверо упорно трудился, чтобы избежать жестоких репрессий со стороны правительства, что принесло ему большую популярность. Журналистика была опасной работой: когда газета Риверо написала о некоторых событиях, произошедших в Лохе, его вызвал на дуэль на пистолетах полковник Антонио Кабальеро де Родас, участвовавший в подавлении восстания. Хотя журналист, написавший статью, предлагал заменить Риверо на дуэли, тот отказался, полностью приняв последствия на себя как глава газеты. В результате Риверо оказался на грани смерти, получив серьёзное ранение в пах.
В 1854 году Риверо вновь был избран депутатом, теперь уже от Севильи и в том же году принял участие в июльской революции, был арестован на баррикадах Мадрида и доставлен в тюрьму Саладеро. Освободившись, он был назначен губернатором Вальядолида. В 1855 году Риверо был избран в Учредительные кортесы от Валенсию. В 1858 году Риверо вновь избрался в парламент от Валенсии вместо убитого однопартийца Томаса Брю. С 1858 и по январь 1863 года Риверо был единственным представителем Демократической партии в Конгрессе, и особенно выделялся своими первыми выступлениями, в которых резко критиковал закрытие кортесов тогдашним премьером-либералом Леопольдо О’Доннеллом и яростно атаковал бюджет королевского двора.
Вновь приняв на себя руководство La Discusión, Риверо сыграл заметную роль в подготовке революции в июня 1866 года и лично сражался на баррикадах. После провала восстания и преследований со стороны правительства ему пришлось эмигрировать и уже за пределами Испании он участвовал в подготовке революции 1868 года, которая привела к падению Изабеллы II и Бурбонов.
«Демократическое шестилетие», начавшееся со Славной революции 1868 года и закончившееся падением Первой Республики в 1874, стало пиком политической карьеры Риверо. Во время революции и сразу после неё он был вице-президентом Временного, а затем Высшего революционного совета, а в октябре 1868 года был избран мэром Мадрида, проведя на этом посту 15 месяцев, став первым демократом, возглавившим испанскую столицу. Будучи мэром Мадрида, Риверо давал работу поденщикам и был вынужден заниматься подавлением восстаний, из-за чего он потерял большую часть своей популярности. 12 ноября 1868 года он подписал манифест в защиту суверенитета нации, всеобщего избирательного права, свободы преподавания, печати и религии. В 1869 году Риверо был избран от Мадрида в Учредительные кортесы, в которых выступал в защиту демократии и свободы, включая всеобщее избирательное право и свободу прессы. Позднее Риверо ещё несколько раз избирался депутатом, от Севильи в 1871 и 1872 годах, а также от Мадрида в 1872 году. Будучи депутатом он дважды становился президентом Конгресса, в февраля 1869 года — январе 1870 года и сентябре 1872 года — феврале 1873 года. Кроме того, в 1870 году Риверо был министром внутренних дел в кабинете генерала-прогрессиста Хуана Прима, отличившись подавлением восстаний андалузских поденщиков и республиканцев.
Хотя идеологически Риверо был близок к республиканским идеям, он председательствовал в Учредительных кортесах 1869 года, которые разработали конституцию, ни разу не объявив себя республиканцем, а в 1870 году вместе с генералом Примом поддержал кандидатуру Амадея Савойского на престол Испании. После убийства Прима Риверо перешёл к республиканцам и способствовал провозглашению Первой республики. В апреле 1873 года он был одним из руководителей неудавшегося восстания против федералов в Мадриде, за что ему пришлось отправиться в ссылку.
Николас Мария Риверо умер в Мадриде 5 декабря 1878 года, один день не дожив до 64-летия.